# Língua turca de assobio de aves
A Língua turca para aves (‘’em turco:  kuş dili’’) é uma versão da língua comunicado por meio de melodias por assobios agudos. Foi originalmente usado por fazendeiros turcos para se comunicar a grandes distâncias e agora há um 10 mil usuários. Esse idioma está associado a Kuşköy, um vilarejo no norte da Turquia, nos Montes Pônticos, que sediou um Festival de Língua, Cultura e Arte dos Pássaros anualmente desde 1997. A UNESCO incluiu o idioma dos pássaros em sua lista de 2017 de dos Patrimônios Culturais Imateriais. Um estudo preliminar conduzido em Kuşköy conclui que as línguas de assobio são processadas em ambos os hemisférios do cérebro, combinando o processamento normal da linguagem no cérebro em um hemisfério e a música no outro. Outros países com línguas de assobios incluem Grécia, Espanha, México e Moçambique. 

## Situação
O uso de telefones celulares eliminou a utilização primária de kuş dili. Como a cidade de Kuşköy é uma vila agrícola com um vale profundo, o assobio pode viajar significativamente mais longe e ser mais audível do que simplesmente gritar. Assim que os moradores da área começaram a colocar as mãos nos celulares, muitos acharam essa uma maneira muito mais fácil e eficiente de se comunicar. 
Por Kuşköy ser uma vila agrícola muito rural, não oferece muitas oportunidades diferentes em termos de empregos e estilo de vida. Por causa disso, grande parte da geração mais jovem está decidindo deixar a vila em busca de uma vida diferente.

## Educação
Kuş dili está atualmente sendo ensinado em dois programas de imersão como disciplina. O primeiro é ministrado na Escola Primária Karabork, que tinha 30 alunos quando se tornou uma classe. Esta aula ensina aos alunos as técnicas de kuş dili, bem como a anatomia da boca e dentes necessários para executar esta linguagem. Mais tarde, os alunos finalmente aprenderiam a se comunicar com esssa língua.
A partir de 2019, kuş dili também está sendo ensinado como um curso eletivo na Faculdade de Turismo da Universidade Giresun da Turquia.

## Processamento da língua
A compreensão da linguagem falada está associada à atividade cerebral do hemisfério esquerdo, e o tom de codificação e outras propriedades acústicas se enquadram nas especializações do hemisfério direito. Com isso em mente, kuş dili é uma forma de comunicar a língua turca por meio de assobios em tons e melodias variadas. Isso sugere que a complexidade da compreensão da linguagem assobiada depende da ativação igual de ambos os hemisférios direito e esquerdo do cérebro.

## Celebrações
Todos os anos, desde 1997, Kuşköy realiza um festival comunitário de linguagem, cultura e arte de pássaros, onde a comunidade se reúne.< Neste festival, os indivíduos devem competir uns contra os outros com seus assobios diante de um painel de juízes. The winner is based on who whistles the given instructions the best.
Kuşköy não recebe muitos visitantes, mas as pessoas querem compartilhar sua cultura e linguagem especial com outras pessoas. Para obter mais atenção de estranhos, os moradores estão reformando uma escola para abrigar civis para o festival. <

## Silbo Gomero
Kuş dili não é a única linguagem de assobios. O Silbo Gomero é outra língua de assobio, a qual é falada (assobiada) nas Ilhas Canárias,  Espanha..Como o Silbo Gomero copia quase inteiramente o idioma original (espanhol) numa sequência de silvos.
Ao contrário de kuş dili em Kuşköy, o governo local o incluiu no sistema de ensino obrigatório da ilha. <
Silbo Gomero enfrenta os mesmos desafios que kuş dili enfrenta. Como essa língua é usada principalmente para a agricultura em vales profundos, o crescimento dos telefones celulares fez com que sua necessidade de uso diminuísse.